# Międzynarodowy Dom Modlitwy
Międzynarodowy Dom Modlitwy (ang. International House of Prayer, IHOP) – bezdenominacyjna ewangelikalna organizacja chrześcijańska, z siedzibą w Kansas City, w stanie Missouri. Kościół w Kansas City został założony w 1999 roku przez pastora Mike Bickle. Doktrynalnie jest podobny do kościołów zielonoświątkowych. 
Znakiem rozpoznawczym kościoła jest tzw. „Sala modlitewna 24/7”. Nieustająca modlitwa transmitowana na cały świat poprzez internet. Spotkanie modlitewne, które rozpoczęło się 19 września 1999, trwa do dzisiaj. Bierze w nim udział ponad 2 tys. osób, które regularnie wymieniają się na spotkaniu modlitewnym.